# Orientación en los Juegos Mundiales de 2022
La Orientación fue uno de los deportes en los que se compitió durante los Juegos Mundiales de Birmingham 2022.
Las pruebas se llevarán a cabo en tres sedes diferentes, el Oak Mountain State Park, el Railroad Park y el Birmingham–Southern College.
La Asociación Internacional de Juegos Mundiales aprobó la participación de 80 atletas, 40 hombres y 40 mujeres, que participarán en cinco pruebas: dos de cada rama y una mixta.
Será la sexta ocasión que la Orientación forma parte del programa.

## Clasificación
La clasificación para Birmingham 2022 se basa en los puntos del ranking de acuerdo a los resultados del Campeonato Mundial de Orientación 2021, así como en cupos regionales para garantizar la universalidad de la prueba.
El ranking sumó puntos de acuerdo a las posiciones finales en las pruebas de sprint, media distancia y relevos. Con ello los mejores 11 países clasificaron a dos atletas por rama para un total de 4. A estos se suman también los 4 atletas a los que Estados Unidos tiene derecho como país sede.
Para las plazas restantes se asignaron 4 plazas por continente, repartidas de la siguiente manera:
- Cuatro para el mejor país europeo que no estuviera entre los mejores de la clasificación del campeonato.
- Cuatro para Canadá, como representante de América del Norte, ya que son el único país afiliado aparte de los Estados Unidos.
- Dos para el mejor país de Sudamérica no clasificado mediante los campeonatos mundiales, de acuerdo a la Tabla de Posiciones en la Liga de la Federación.
- Dos para el mejor país de Asia no clasificado mediante los campeonatos mundiales, de acuerdo a la Tabla de Posiciones en la Liga de la Federación.
- Dos para el mejor país de Oceanía de acuerdo al Campeonato de Orientación de Oceanía 2022, programado para enero de 2022.
- Si el campeonato de Oceanía se pospone o cancela, los pases para el continente se definen de la misma maneara que los de Asia y Sudamérica.
- Las plazas restantes hasta lograr 40 competidores se asignarán a atletas elegidos a discreción de la federación, y que incluirán por lo menos un hombre y una mujer de África. El anuncio final se hará en enero de 2022, aunque varias plazas se anunciaron antes a atletas europeos destacados durante el campeonato.[1]

## Países participantes
A noviembre de 2021, los siguientes países tienen por lo menos una plaza
Como país sede
- Estados Unidos

Como líderes del ranking mundial
- Suecia
- Noruega
- Suiza
- República Checa
- Finlandia
- Rusia
- Francia
- Dinamarca
- Reino Unido
- Austria
- Polonia

Plazas regionales
- Alemania
- Canadá

Atletas invitados
- Egipto
- Letonia
- Ucrania
- Países Bajos
- Estonia
- Nueva Zelanda (la plaza será reasignada si Nueva Zelanda clasifica en los campeonatos de Oceanía)
- Bélgica

## Eventos

#### Masculino
| Evento          | Oro           | Plata           | Bronce         |
| --------------- | ------------- | --------------- | -------------- |
| Sprint          | Tim Robertson | Martin Regborn  | Tomáš Křivda   |
| Media distancia | Kasper Fosser | Matthias Kyburz | Martin Regborn |

#### Femenino
| Evento          | Oro              | Plata             | Bronce          |
| --------------- | ---------------- | ----------------- | --------------- |
| Sprint          | Simona Aebersold | Tereza Janošíková | Elena Roos      |
| Media distancia | Simona Aebersold | Sofia Ohlsson     | Ingrid Lundanes |

#### Mixto
| Evento         | Oro                                                                   | Plata                                                                                 | Bronce                                                                   |
| -------------- | --------------------------------------------------------------------- | ------------------------------------------------------------------------------------- | ------------------------------------------------------------------------ |
| Relevos Sprint | Suiza · Simona Aebersold · Joey Hadorn · Matthias Kyburz · Elena Roos | Noruega · Victoria Hæstad Bjørnstad · Håvard Eidsmo · Kasper Fosser · Ingrid Lundanes | Reino Unido Cecilie Andersen Ralph Street Jonny Crickmore Charlotte Ward |

## Medallero
| Rank               | País               | Oro | Plata | Bronce | Total |
| ------------------ | ------------------ | --- | ----- | ------ | ----- |
| 1                  | Suiza              | 3   | 1     | 1      | 5     |
| 2                  | Noruega            | 1   | 1     | 1      | 3     |
| 3                  | Nueva Zelanda      | 1   | 0     | 0      | 1     |
| 4                  | Suecia             | 0   | 2     | 1      | 3     |
| 5                  | República Checa    | 0   | 1     | 1      | 2     |
| 6                  | Reino Unido        | 0   | 0     | 1      | 1     |
| Totales (6 países) | Totales (6 países) | 5   | 5     | 5      | 15    |